# Огасавара Міцуо
Огасавара Міцуо (яп. 小笠原 満男, нар. 5 квітня 1979, Івате) — японський футболіст.

## Виступи за збірну
2002 року дебютував в офіційних матчах у складі національної збірної Японії. Відтоді провів у формі головної команди країни 53 матчі.

## Статистика виступів
| Збірна Японії | Збірна Японії | Збірна Японії |
| Роки          | Ігри          | голи          |
| ------------- | ------------- | ------------- |
| 2002          | 8             | 0             |
| 2003          | 8             | 0             |
| 2004          | 12            | 2             |
| 2005          | 15            | 4             |
| 2006          | 10            | 1             |
| 2007          | 0             | 0             |
| 2008          | 0             | 0             |
| 2009          | 0             | 0             |
| 2010          | 2             | 0             |
| Усього        | 53            | 7             |

## Титули і досягнення
- У складі збірної:
  - Чемпіон Азії: 2004
- Клубні:
  - Чемпіон Японії: 1998, 2000, 2001, 2007, 2008, 2009, 2016
  - Володар Кубка Імператора: 2000, 2007, 2010, 2016
  - Володар Кубка Джей-ліги: 2000, 2002, 2011, 2012, 2015
  - Володар Суперкубка Японії: 1998, 1999, 2009, 2010, 2017
  - Переможець Ліги чемпіонів АФК: 2018
  - Володар Кубка банку Суруга: 2012, 2013
- Особисті:
  - у символічній збірній Джей-ліги: 2001, 2002, 2003, 2004, 2005, 2009
  - Футболіст року в Японії: 2009